# Volga-Dnepr
Volga-Dnepr Airlines — pierwsze prywatne rosyjskie towarowe linie lotnicze z siedzibą w Uljanowsku.

## Charakterystyka
Utworzone w sierpniu 1990 roku jako spółka firm Aviastar, Biura Konstrukcyjnego Antonowa i Motor Sich.
Działalność operacyjną rozpoczęły w październiku 1991 roku. 
Firma była pierwszą w Rosji spółką i linią lotniczą nienależącą do Aerofłotu.
Wyspecjalizowane w czarterowym transporcie ładunków nietypowych i wielkogabarytowych, m.in. przy użyciu trzeciego, co do wielkości na świecie, samolotu transportowego An-124 „Rusłan”. 
Główne bazy to rosyjskie porty lotnicze Wostocznyj w Uljanowsku (ULY) oraz Krasnojarsk (KJA).
Obecnie jedna z ponad 20 spółek Volga-Dnepr Group, odpowiedzialna w ramach grupy za towarowe rejsy czarterowe z ładunkami niestandardowymi. Ładunki typowe, w regularnym ruchu obsługuje siostrzana spółka w obrębie grupy — linie lotnicze AirBridgeCargo Airlines przy użyciu Boeingów 747.
W 2009 roku Volga-Dnepr Airlines przewiozły 83 894 tony ładunków w lotach trwających łącznie 22 372 godzin.
Oznaczenia kodowe
- IATA: VI
- ICAO: VDA

## Flota
Stanem na czerwiec 2019 roku flota linii składała się z następujących samolotów:
- 12 Antonow An-124-100
- 8 Iljuszyn Ił-76TD-90VD

## Linki zewnętrzne

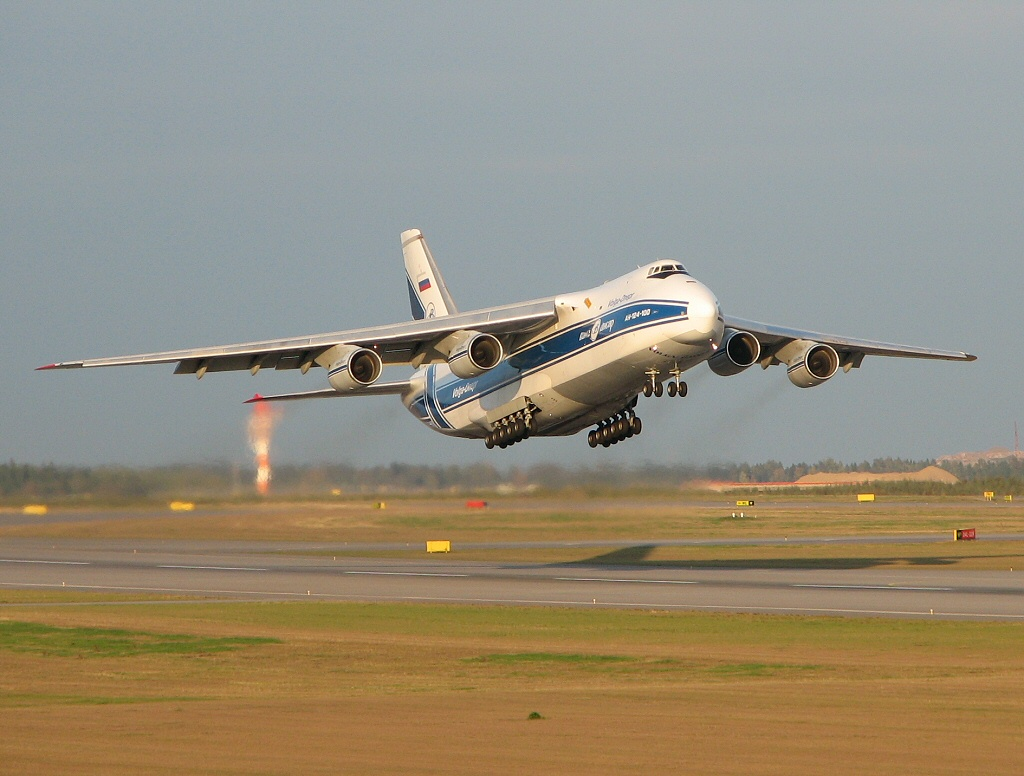
Antonow An-124 linii Volga-Dnepr Airlines na lotnisku Helsinki-Vantaa